# الجمعية العلمية الملكية (الأردن)
تأسست الجمعية العلمية الملكية بإرادة ملكية في العام 1970 حيث كلف الملك الحسين بن طلال، الأمير الحسن بن طلال للعمل على تأسيس مركزٍ مرجعيٍّ للمعرفة والعلوم والتكنولوجيا لإجراء البحوث العلمية التطبيقية وتقديم الاستشارات والخدمات الفنية وذلك عن طريق حشد الطاقات العلمية والبحثية في المملكة والوطن العربي وربطها مع المؤسسات المحلية والإقليمية والدولية لخدمة التنمية في الأردن.
تترأس الأميرة سمية بنت الحسن -والمعروفة بجهودها المبذولة من أجل تعزيز منظومة العلوم والتكنولوجيا محلياً وإقليمياً وعالمياً- الجمعية العلمية الملكية منذ عام 2006 ولغاية وقتنا هذا.
تعد الجمعية العلمية الملكية أكبر صرح علمي يعنى بالبحث العلمي التطبيقي، وتقديم الاستشارات العلمية والخدمات الفنية في الأردن، كما وتعد مركزاً ريادياً على المستوى الإقليمي في مجالات العلوم والتكنولوجيا.

## أعمال الجمعية
تقدّم الجمعية العلمية الملكية فحوصات فنية متقدمة من خلال أكثر من 38 مختبر معتمد دولياً ومحلياً تخدم كلا القطاعين العام والخاص. كما وتنفيذ المشاريع الفنية والعلمية في العديد من المجالات.
- الفحوصات: تقدم الجمعية خدمات الفحص المخبري التحليلي للقطاعين العام والخاص على حد سواء.
- الاستشارات: تقدم الخدمات الاستشارية محليا وإقليميا من خلال مجموعة من الخبراء متنوعي الاختصاص.
- خدمات تكنولوجيا المعلومات والاتصالات: تقدم البحث العلمي التطبيقي وخدمات الاستشارات التقنية المتخصصة.
- التدريب: تقدم خدمات التدريب ومنح الشهادات.
- خدمة المجتمع: تقدم مشاريع خاصة للتنمية المحلية والدولية.

تجمع الجمعية العلمية الملكية بين العلوم التطبيقية والخدمات التقنية مع القدرات البحثية وخبرات التواصل ورسم السياسات. من خلال قطاعاتها المتنوعة، تقدم الحلول وتحفز النقاش، وتسدي المشورة القائمة على الأدلة والبراهين.
- تكنولوجيا المعلومات والاتصالات للتنمية
- المواصفات والشؤون الفنية
- البحث والتطوير
- التواصل العلمي
- الرئاسة

شركاء الجمعية العلمية الملكية:
- جامعة الأميرة سمية للتكنولوجيا
- حاضنة الأعمال
- متحف الأردن

يعد حرم الجمعية العلمية الملكية الموطن لمجموعة من المؤسسات المتخصصة التي تعمل على نشر العلم والتكنولوجيا في مجالات محددة:
- برنامج "إرادة"
- معهد غرب آسيا-شمال أفريقيا
- معهد الشرق الأوسط العلمي للأمن
- الإسكوا
- المنتدى العربي للعلوم
- مؤسسة فاي للعلوم

## وصلات خارجية
- الجمعية العلمية الملكية